# Блэкстон (гостиница, Чикаго)
Гостиница Блэкстон (англ. The Blackstone Hotel) ― гостиница в Чикаго, расположенная на углу улиц Мичиган-авеню и Бальбо-драйв, построенная в 1910 году, объект Национального реестра исторических мест США. Известна тем, что среди её постояльцев были 12 президентов США.

## История

### XX век
Отель и прилегающий к нему театр Мэрл-Рэскин (до 1992 года ― театр Блэкстон) были построены по проекту архитектора Бенджамина Маршалла в 1908—1910 годы на месте бывшего особняка, принадлежавшего Тимоти Блэкстону, в честь которого гостиница получила своё название. Оба здания находятся на углу Мичиган-авеню и Бальбо-драйв (ранее ― Хаббард-Корт).
Отель Блэкстон открылся 16 апреля 1910 года. Стоимость строительства составила $1,5 млн ($30,2 млн в пересчёте на 1992 год). Крах на Уолл-стрит в 1929 году затронул гостиничный бизнес, в результате чего в 1936 году гостиница Блэкстон была сдана в аренду Арнольду Киркеби, а в 1941 году Киркеби полностью выкупил отель. В период середины 1950-х по середину 1990-х годов отель сменил несколько владельцев и был переименован в Шератон-Блэкстон (в честь компании-владельца) в 1954 году, но вернул прежнее название 12 сентября 1973 года.
Гостиница Блэкстон была включена в Национальный реестр исторических мест США 8 мая 1986 года под номером 86001005. Отель также является объектом исторического наследия, расположенным в историческом районе Мичиган-авеню в Чикаго. 29 мая 1998 года гостиница была официально признана достопримечательностью Чикаго.

### Закрытие
В 1999 году инспекция по безопасности обнаружила многочисленные проблемы со зданием, и годом позже оно закрылось. Годы запустения после закрытия сказались на внешнем виде здания: его фасад разрушился. В 2005 году было объявлено, что отель будет реконструирован и приобретен за $112 млн. с запланированным открытием в 2007 году в рамках сделки между Marriott International/Renaissance Hotels и Sage Hospitality. Процесс восстановления отеля был затруднён из-за обширных внутренних повреждений. Окончательная стоимость реставрации здания составила $128 млн. Статус достопримечательности Чикаго обусловил необходимость надзора за ремонтом со стороны Комиссии по достопримечательностям города.

### Реставрация и современность
Восстановленный отель, получивший название Блэкстон-Ренессанс, вновь открылся для посетителей 2 марта 2008 года. В реставрации принимали участие местный архитектор Люсьен Лагранж и фирма Gettys, занимавшаяся проектированием, разработкой и закупками материалов для интерьера отеля. За строительство и внешнюю отделку здания отвечали компании из Иллинойса James McHugh Construction Co. и Wiss, Janney, Elstner Associates, Inc. соответственно.
В результате реставрации было создано 332 обычных номера, 12 номеров-люкс и 1229 м² конференц-залов. В гостинице Блэкстон-Ренессанс появились оздоровительный клуб, бизнес-центр и кафе на первом этаже. В рамках реставрации были восстановлены элементы интерьера и фасада отеля. Некоторые элементы, такие как латунная фурнитура, несколько статуй и оригинальные люстры, были уже проданы, однако Sage смогла выкупить их на eBay или изготовить заново.
В ходе реставрации был сохранён в изначальном состоянии интерьер только двух комнат: «комнаты, заполненной дымом» на девятом этаже и президентского люкса на десятом. Обе комнаты сохранили оригинальные элементы интерьера. При этом потайной ход за камином президентского люкса, который позволял президенту незаметно выходить через восточную лестницу отеля, был превращён в кладовую.
Отель прошёл реконструкцию, и ему вернули историческое название в рамках смены подразделений компании Renaissance Hotels 7 июня 2017 года. Реконструкция включала в себя обновление внешнего вида здания и замены мебели в номерах, конференц-залах и фойе.

## Архитектура

### Архитектурный стиль
Гостиница Блэкстон была спроектирована архитектором Бенджамином Маршаллом, при этом на дизайн облика гостиницы повлияла поездка Маршалла в Париж. Разные источники указывают разный архитектурный стиль здания. По данным Отдела памятников архитектуры Департамента планирования и развития города Чикаго, экстерьер и интерьер отеля выполнены в стиле бозар. В заявке на включение здания в Национальный реестр исторических мест США архитектурный стиль здания классифицируется как стиль Наполеона III. Однако оба стиля родственны друг другу, и здание отеля Блэкстон демонстрирует элементы обеих направлений.

### Конструкция здания
Здание гостиницы имеет 22 этажа, в плане оно прямоугольное, каркас выполнен из конструкционной стали и облицован огнеупорной плиткой и штукатуркой. Под внешней южной и восточной (фасадной) сторонах здания, приподнятых над поверхностью, находится одноэтажное основание из розового гранита, с высокими арочными проемами. Над гранитным стилобатом расположены четыре этажа из белой глазурованной терракоты. Большинство окон второго и третьего этажей были закрыты для театра Мэйфейр. Основная часть здания возвышается на 12 этажей и выполнена из красного кирпича. Наличники окон отделаны белой терракотой. Мансардная крыша первоначально была украшена небольшими шпилями по периметру и двумя очень высокими флагштоками, которые были в дальнейшем демонтированы.

## Известные постояльцы
Гостиница известна тем, что среди её постояльцев были 12 президентов США:
- Теодор Рузвельт ― 26-й президент США.
- Уильям Тафт ― 27-й президент США.
- Вудро Вильсон ― 28-й президент США.
- Уоррен Гардинг ― 29-й президент США.
- Калвин Кулидж ― 30-й президент США.
- Герберт Гувер ― 31-й президент США.
- Франклин Рузвельт ― 32-й президент США.
- Гарри Трумэн ― 33-й президент США.
- Дуайт Эйзенхауэр ― 34-й президент США.
- Джон Кеннеди ― 35-й президент США.
- Ричард Никсон ― 37-й президент США.
- Джимми Картер ― 39-й президент США.